# Гаррі Портер
Гаррі Франклін Портер (англ. Harry Franklin Porter; 31 серпня 1882 — 27 червня 1965) — американський легкоатлет, який спеціалізувався в стрибках у висоту.

## Із життєпису
Олімпійський чемпіон зі стрибків у висоту (1908).
Дворазовий чемпіон США зі стрибків у висоту (1908, 1911).